# Îngeri de gheață
Îngeri de gheață (2014) este un roman fantasy, pentru tineret al scriitoarei Adina Speteanu. Este al treilea volum al seriei Dincolo de moarte, care prezintă lupta dintre două popoare de nemorți, strigoii și vampirii. Acțiunea continuă din locul în care a fost abandonată de cartea precedentă, Jocul secretelor, și prezintă încercările Nataliei de a conduce poporul strigoilor și de a-și proteja, în același timp, familia.

## Intriga
Ajunsă la conducerea Strygorrei, Natalia se lovește de o serie de probleme. În rândul strigoilor pare să existe un trădător care ușurează incursiunile vampirilor. Populația este terorizată și principalii acuzați sunt membrii Gărzii, precum și tânăra și neexperimentata conducătoare. Pentru a îngreuna și mai mult lucrurile, mama Nataliei încearcă să se sinucidă, incapabilă să accepte plecarea de acasă a fiicei sale. Antrenamentele Alesei continuă, condimentate cu împunsăturile din partea lui Andrei, cel care joacă rolul unuia dintre profesorii din viața reală. Necesitatea de a cânta împreună la un eveniment școlar îi face pe cei doi să-și dea seama că simt ceva unul pentru celălalt. Bulversați și incapabili să-și exprime sentimentele, ei încep să-și facă și mai multe zile fripte unul altuia.
De partea cealaltă, Dragoș încearcă să împiedice formarea unei coaliții din Vampirii Întunericului, cei care părăsiseră lumea nemorților după trădarea comisă de el. Profitând de ascendentul pe care-l are asupra conducătoarei vampirilor, Lyda, îi cere să-l ajute eliminându-i pe unii dintre cei mai periculoși dușmani ai săi. În același timp le cere lui Armand și Vera să-l găsească pe Renard, un srtigoi care deține cealaltă jumătate a bijuteriei care-i conferă lui Dragoș puteri ieșite din comun. Vera îl trădează și-i determină pe Vampirii Întunericului să colaboreze cu Tudor, strigoiul Gărzii, găsindu-l pe Renard. Armand începe să-și recapete conștiința vechii sale vieți și înțelege că motivul pentru care Dragoș l-a trasformat în vampir este de a-i face rău Nataliei.
În Strygorra, Renard este întâmpinat cu brațele deschise de strigoi. Experiența pe care o are în funcțiile de conducere îl determină să conteste nepriceperea și ezitările Alesei. Mai mult, strigoii încep să caute care este ființa pe care o iubise Dragoș și în numele căreia se răzbună acum, fără a ști că aceasta e rudă cu conducătoarea lor. Un nou incident în care vampirii ajung în mijlocul vampirilor este pus pe seama lui Tudor, lucru care duce la arestarea acestuia și dizolvarea Gărzii, considerată incapabilă să-și apere poporul. În procesul care urmează, Natalia reușește cu greu să-și folosească prerogativele în fața influenței crescânde a lui Renard, salvându-i viața lui Tudor și demascând adevăratul trădător - Baltazar. În final, ea face un târg cu Lyda pentru extrădarea acestuia, oferindu-i pedeapsa cuvenită. Andrei descoperă că femeia care-i provocase moartea și pentru care iubirea lui nu dispăruse, Veronique, se află acum în slujba lui Dragoș sub numele Vera.

### Cuprins
| - Prolog - Acomodare - Suspiciuni | - Zero - Departe - Minutul | - Acceptare - Acuzarea - Trădătorul |

## Personaje
| Oameni - Natalia - Livia (mama Nataliei) - Maria (bunica Nataliei) - Vlad - Marius - Amanda | Strigoi - Mynis - Lorena - Andrei - Zero - Tudor - Bianca - Baltazar - Elya - Renard - Jacques | Vampiri - Dragoș - Vladimir - Armand - Vera aka Veronique - Dymas - Anna - Lyda - Mario - Crystal |

## Opinii critice
Goldypedia recomandă „încă o dată întreaga serie “Dincolo de moarte” tuturor cititorilor, Adina Speteanu dovedindu-și talentul în fiecare pagină a celor trei romane”. În aceeași notă, Jurnalul unei cititoare spune: „Vă garantez că la sfârșit, nu veți vrea decât să aveți și volumul următor în mână, pentru că nu veți vrea să părăsiți Strygorra!”. Deși reproșează lipsa grandorii și rezolvarea facilă a unor conflicte, Gazeta SF consideră că „privit în ansamblu, autoarea este în creștere. Iar asta nu poate decât să însemne că ea se maturizează, devenind tot mai stăpână pe mijloacele de exprimare.”.